# Pyramid Song
Pyramid Song — пісня англійського рок-гурту Radiohead, випущена як головний сингл з їхнього п'ятого студійного альбому Amnesiac (2001). Промо відбувалося за допомогою анімаційного музичного відео. Являє собою пісню у стилі артрок з елементами джазу, класики та краут-року.

## Музичне відео
Radiohead випустили комп'ютерне анімаційне музичне відео на "Pyramid Song", створене анімаційною студією Shynola. У відео, натхненному снами Йорка, аквалангіст досліджує підводний світ і заходить у затоплений будинок.

## Список композицій
1. "Pyramid Song" – 4:51
2. "Fast-Track" – 3:19
3. "The Amazing Sounds of Orgy" – 3:38
4. "Trans-Atlantic Drawl" – 3:03
5. "Kinetic" – 4:05

## Учасники запису
Radiohead 
- Колін Грінвуд
- Джонні Грінвуд
- Ед О'Браєн
- Філ Селвей
- Том Йорк

 Додаткові музиканти 
- Оркестр Святого Іоанна – струнні
  - Джон Лаббок – диригент

 Студійний персонал 
- Найджел Ґодріч – музичний продакшн, інженер запису
- Radiohead – музичний продакшн
- Жерар Наварро – асистент звукозапису
- Грем Стюарт – асистент звукозапису
- Боб Людвіг – мастерінг

 Художнє оформлення 
- Стенлі Донвуд – дизайн, зображення
- Том Йорк (під псевдонімом "Tchocky") – зображення